# Europa mía
Europa mía es un programa de televisión chileno del tipo docu-reality. Se emite por el canal de televisión TVN y es presentado por Pedro Carcuro. Se emitía los martes a las 23:10 GMT-3, hasta las 0:00.

## Formato
El programa elige un destino en una parte del mundo por programa y en ese lugar Pedro Carcuro muestra las costumbres y monumentos de ese lugar el cual ha sido ex-sede de los Juegos Olímpicos. A lo largo del programa, estos cuentan sus historias y muestran la ciudad, según su óptica y vivencias; las experiencias en aquel país y los lugares turísticos más importantes.

## Sinopsis
Pedro Carcuro recorrerá las principales ciudades del Viejo Continente, mostrando la belleza y cultura de las que alguna vez fueron sede de los Juegos Olímpicos.
En este entretenido viaje mostrarán las calles, monumentos y costumbres de los habitantes de Roma, Estocolmo, Moscú, Múnich, Berlín, París, Londres, Barcelona y Atenas.

## Destinos
| Programa | Fecha de emisión    | Destino                   | Fuente |
| -------- | ------------------- | ------------------------- | ------ |
| 1        | 12 de junio de 2012 | Estocolmo, Suecia         |        |
| 2        | 19 de junio de 2012 | Roma, Italia              |        |
| 3        | 26 de junio de 2012 | Moscú, Rusia              |        |
| 4        | 3 de julio de 2012  | Atenas, Grecia            |        |
| 5        | 10 de julio de 2012 | Berlín y Múnich, Alemania |        |
| 6        | 17 de julio de 2012 | París, Francia            |        |
| 7        | 24 de julio de 2012 | Londres, Inglaterra       |        |
| 8        | 31 de julio de 2012 | Barcelona, España         |        |